# Catania Beach Soccer
L'Associazione Sportiva Dilettantistica Catania Beach Soccer, o semplicemente Catania Beach Soccer, è la prima squadra di beach soccer di Catania, è il club più titolato d'Italia con 18 trofei complessivi: 1 Champion, 3 campionati di Serie A,  6 Coppe Italia e 8 Supercoppe italiane. Milita in Serie A, il massimo campionato Italiano. Vanta inoltre varie partecipazioni alla massima competizione Europea, la Euro Winners Cup, conquistata nel 2025.

## Storia
Fondata nel 2004 da Giuseppe Bosco, con Stefano Musumeci in panchina ha subito preso parte al campionato di Serie A. Il primo anno ha vinto la Coppa Italia ed è arrivato terzo in campionato battendo il Catanzaro.
Nel 2005 il Catania perde la Supercoppa italiana contro i Cavalieri del Mare Forte dei Marmi ma vince nuovamente la Coppa Italia in una finale da cardiopalma contro il Terracina. In campionato non riesce invece a qualificarsi per le finali scudetto, seppur per un solo punto. Nel 2006 nasce il Calcio Catania Beach Soccer, guidato da Stefano Musumeci, che affianca il Catania. Ancora una volta la Supercoppa vede in finale versiliesi e catanesi i quali si affermano per 8-7 dopo i calci di rigore (6-6 dopo i tempi regolamentari): il Catania perde però la supremazia in Coppa Italia, sconfitto dal Milano. Nel 2007 la squadra cresce, grazie ai preziosi innesti dei brasiliani Juninho e Mosca. Alla poule scudetto di Terracina gli etnei regalano subito sorprese, aggiudicandosi nuovamente la Supercoppa di Lega contro il Milano ed eliminando già ai quarti i favoriti numero uno, i Cavalieri del Mare Viareggio. Il 30 agosto 2008 vince il suo primo scudetto, battendo in finale per 7-6 dopo i calci di rigore il Terracina. Nel 2015 sfiora la vittoria dell'Euro Winners Cup (l'equivalente della Champions League del calcio) perdendo la finale contro i russi del BSC Kristall. Il 5 giugno vince la quarta Supercoppa italiana contro Terracina. Nel luglio 2018 vince la terza Coppa Italia della sua storia battendo nella finale di Viareggio il Terracina con il risultato di 6-4. Il 12 agosto 2018 il Catania conquista anche lo scudetto vincendo la finale, battendo la Sambenedettese per 7-4. A marzo 2019 il Catania partecipa al Mundialito per club svoltosi in Russia. La squadra siciliana perde la finale contro lo Sporting Braga (vincitore di tutte le partite del torneo) per 7-6. A maggio gli etnei conquistano la loro quarta Coppa Italia vincendo per 5-3 contro il Terracina.
Nel 2020 non partecipa a nessun incontro a causa della pandemia di COVID-19.
Nel 2021 vince la sua quinta Supercoppa italiana sconfiggendo la Sambenedettese e la sua quinta Coppa Italia sconfiggendo in finale il Pisa di Datinha ai tiri di rigore; viene però eliminato proprio dai nerazzurri, successivamente laureatosi campioni d'Italia, in semifinale scudetto per 8-4.
Nel 2022 vince la sua sesta Supercoppa italiana contro il Pisa campione d'Italia. Riesce a raggiungere la finale di Coppa Italia nella quale dovrà affrontare proprio il Pisa, che si vendica della sconfitta dell'anno precedente battendo i rossazzurri di Marcelo Mendes per 6-3. I rossazzurri, in regular season, termineranno secondi, e dovranno affrontare la settima classificata in regular season: il Terracina. È un derby d'Italia piuttosto rocambolesco quello svoltosi alla Beach Arena di Cagliari. Dalla sfida uscirà vincitore il Terracina con il risultato di 4-3. Stagione amara per i rossazzurri, che terminano al quinto posto in classifica lasciando lo scudetto, ancora una volta, al Pisa.
Nel 2023 il Catania cambia guida tecnica, scegliendo, come nuovo allenatore, il brasiliano Fabricio Santos. Perde la Supercoppa italiana contro il Pisa, che viene trascinato dai 4 gol di un pilastro fondamentale che il club nerazzurro ha acquistato nell'anno precedente, nonché Jordan Soares. Non bastano, per i rossazzurri, le tre reti di Bê Martins. Il riscatto arriva 9 giorni dopo: il Catania vola in finale di Coppa Italia a Vasto dopo aver battuto il Milano per 4-0 in semifinale. Il Pisa, d'altro canto, elimina il Viareggio per 5-0 nel derby toscano. Per la terza volta consecutiva, la finale di Coppa Italia è Catania-Pisa. La squadra di Fabricio Santos, metabolizzatasi dopo la sconfitta in Supercoppa, batte i nerazzurri con il risultato di 3-1, sigillando la sua sesta Coppa Italia e consolidando il proprio dominio nella competizione. Nel 2024 vince il terzo scudetto divenendo Campione d’Italia, vince la settima Supercoppa Italiana e perde la finale di coppa Italia. Nel 2025 vince la sua ottava supercoppa italiana nonché la Euro Winners Cup.

## Cronistoria

### Sponsor
Di seguito l'elenco dei fornitori tecnici e degli sponsor ufficiali del Catania Beach Soccer.
- 2005-2010 Legea
- 2011- Givova

- 2011-2012 Katiuscia
- 2012-2013 Etna Beach&Mountain
- 2013-2019 DomusBet.It
- 2021-2022 Caffè LoRe

### Allenatori
Di seguito l'elenco di alcuni allenatori del Catania Beach Soccer.
- 2004-2005  Stefano Musumeci
- 2005-2006  Andrea Fiducia
- 2008-2013  Fabrizio Belluso

- 2013-2014  Alexandre Soares
- 2015-2016  Luca Della Negra
- 2016-2019  Fabio Panizza
- 2021-2022  Matteo Marrucci
- 2022-2023  Marcelo Mendes
- 2023-  Fabricio Santos

## Palmarès

### Competizioni internazionali
- Euro Winners Cup: 1

2025

### Competizioni nazionali
- Campionato di Serie A: 3

2008, 2018, 2024
- Coppa Italia: 6 (record)

2004, 2005, 2018, 2019, 2021, 2023
- Supercoppa italiana: 8 (record)

2006, 2007, 2009, 2016, 2021, 2022, 2024, 2025

#### Altri piazzamenti
- Supercoppa italiana

finalista: 2005, 2012, 2019, 2023
- Coppa Italia

finalista: 2006, 2011, 2012, 2013, 2014, 2015, 2022, 2024
semifinalista: 2007, 2008, 2009, 2017
- Euro Winners Cup

finalista: 2015
semifinalista: 2016
- Campionato di Serie A

secondo posto: 2017, 2023
- Mundialito per club

finalista: 2019